# How I Met Your Mother (mùa 2)
Phần thứ hai của loạt phim hài kịch tình huống truyền hình dài tập Hoa Kỳ How I Met Your Mother được công chiếu từ ngày 18 tháng 9 năm 2006 và kết thúc vào ngày 14 tháng 5 năm 2007. Phần phim bao gồm 22 tập phim, mỗi tập dài xấp xỉ 22 phút. Đài CBS chiếu 3 tập đầu của phần này vào khung giờ 8:30 tối Thứ Hai hàng tuần, các tập còn lại được dời sang khung giờ lúc 8:00. Cả phần hai này được phát hành DVD tại Khu vực 1 vào ngày 2 tháng 10 năm 2007. Ở Anh, phần phim được phát sóng thông qua kênh E4 từ ngày 2 tháng 10 năm 2009.

## Dàn diễn viên

### Diễn viên chính
- Josh Radnor trong vai Ted Mosby (22 tập)
- Jason Segel trong vai Marshall Eriksen (22 tập)
- Cobie Smulders trong vai Robin Scherbatsky (22 tập)
- Neil Patrick Harris trong vai Barney Stinson (22 tập)
- Alyson Hannigan trong vai Lily Aldrin (22 tập)
- Bob Saget (không được ghi tên) trong vai Ted Mosby Tương Lai (lồng tiếng) (22 tập)

| - Lyndsy Fonseca trong vai Penny (4 tập, 2006–2007) - David Henrie trong vai Luke (4 tập, 2006–2007) - Joe Nieves trong vai Carl (4 tập, 2006–2007) - Charlene Amoia trong vai Nữ bồi bàn Wendy (3 tập, 2006–2007) - Joe Manganiello trong vai Brad Morris (3 tập, 2006–2007) - Michael Gross trong vai Alfred Mosby (3 tập, 2006–2011) - Marshall Manesh trong vai Ranjit (1 tập, 2007) | - David Burtka trong vai Scooter (1 tập, 2007) - Bob Barker trong vai Chính ông (1 tập, 2007) - Wayne Brady trong vai James Stinson (1 tập, 2006) - Emmitt Smith trong vai Chính ông (1 tập, 2007) - Lucy Hale trong vai Katie Scherbatsky (1 tập, 2007) - Ryan Pinkston trong vai Kyle (1 tập, 2007) |

## Các tập phim
| Số tập tổng thể | Số tập theo phần | Tên tập phim                | Đạo diễn      | Biên kịch                              | Ngày công chiếu      | Mã sản xuất | Khán giả Hoa Kỳ (theo triệu người) |
| --------------- | ---------------- | --------------------------- | ------------- | -------------------------------------- | -------------------- | ----------- | ---------------------------------- |
| 23              | 1                | "Where Were We?"            | Pamela Fryman | Carter Bays & Craig Thomas             | 18 tháng 9 năm 2006  | 2ALH01      | 10.48                              |
| 24              | 2                | "The Scorpion and the Toad" | Rob Greenberg | Chris Harris                           | 25 tháng 9 năm 2006  | 2ALH02      | 9.14                               |
| 25              | 3                | "Brunch"                    | Pamela Fryman | Stephen Lloyd                          | 2 tháng 10 năm 2006  | 2ALH03      | 9.32                               |
| 26              | 4                | "Ted Mosby: Architect"      | Pamela Fryman | Kristen Newman                         | 9 tháng 10 năm 2006  | 2ALH04      | 9.09                               |
| 27              | 5                | "World's Greatest Couple"   | Pamela Fryman | Brenda Hsueh                           | 16 tháng 10 năm 2006 | 2ALH06      | 9.05                               |
| 28              | 6                | "Aldrin Justice"            | Pamela Fryman | Jamie Rhonheimer                       | 23 tháng 10 năm 2006 | 2ALH05      | 9.59                               |
| 29              | 7                | "Swarley"                   | Pamela Fryman | Greg Malins                            | 6 tháng 11 năm 2006  | 2ALH07      | 8.22                               |
| 30              | 8                | "Atlantic City"             | Pamela Fryman | Maria Ferrari                          | 13 tháng 11 năm 2006 | 2ALH08      | 9.33                               |
| 31              | 9                | "Slap Bet"                  | Pamela Fryman | Kourtney Kang                          | 20 tháng 11 năm 2006 | 2ALH09      | 8.85                               |
| 32              | 10               | "Single Stamina"            | Pamela Fryman | Kristen Newman                         | 27 tháng 11 năm 2006 | 2ALH10      | 9.85                               |
| 33              | 11               | "How Lily Stole Christmas"  | Pamela Fryman | Brenda Hsueh                           | 11 tháng 12 năm 2006 | 2ALH11      | 8.81                               |
| 34              | 12               | "First Time in New York"    | Pamela Fryman | Gloria Calderon Kellett                | 8 tháng 1 năm 2007   | 2ALH12      | 8.37                               |
| 35              | 13               | "Columns"                   | Rob Greenberg | Matt Kuhn                              | 22 tháng 1 năm 2007  | 2ALH13      | 9.42                               |
| 36              | 14               | "Monday Night Football"     | Rob Greenberg | Carter Bays & Craig Thomas             | 5 tháng 2 năm 2007   | 2ALH14      | 10.61                              |
| 37              | 15               | "Lucky Penny"               | Pamela Fryman | Matt Sorrentino & Martynas Prusevicius | 12 tháng 2 năm 2007  | 2ALH15      | 9.68                               |
| 38              | 16               | "Stuff"                     | Pamela Fryman | Kourtney Kang                          | 19 tháng 2 năm 2007  | 2ALH16      | 8.95                               |
| 39              | 17               | "Arrivederci, Fiero"        | Pamela Fryman | Chris Harris                           | 26 tháng 2 năm 2007  | 2ALH17      | 9.33                               |
| 40              | 18               | "Moving Day"                | Pamela Fryman | Maria Ferrari                          | 19 tháng 3 năm 2007  | 2ALH18      | 7.27                               |
| 41              | 19               | "Bachelor Party"            | Pamela Fryman | Carter Bays & Craig Thomas             | 9 tháng 4 năm 2007   | 2ALH19      | 9.90                               |
| 42              | 20               | "Showdown"                  | Pamela Fryman | Gloria Calderon Kellett                | 30 tháng 4 năm 2007  | 2ALH20      | 7.24                               |
| 43              | 21               | "Something Borrowed"        | Pamela Fryman | Greg Malins                            | 7 tháng 5 năm 2007   | 2ALH21      | 7.69                               |
| 44              | 22               | "Something Blue"            | Pamela Fryman | Carter Bays & Craig Thomas             | 14 tháng 5 năm 2007  | 2ALH22      | 9.90                               |